# Colm Tóibín
Pour les articles homonymes, voir Tóibín.
Colm Tóibín (prononciation en irlandais : /ˈkɔl̪ˠəmˠ t̪ˠoːˈbʲiːnʲ/), né le 30 mai 1955 à Enniscorthy, dans le comté de Wexford, est un romancier, scénariste et journaliste irlandais,. En tant qu'écrivain, il est lauréat d'un grand nombre de prix littéraires, dont le Los Angeles Times Book Prize, le prix Lambda Literary et le prix du Meilleur livre étranger.

## Biographie
Diplômé en 1975 de l’University College de Dublin en histoire et anglais, il part en Espagne, pays qu'il a découvert grâce aux œuvres de l'écrivain américain Ernest Hemingway qu'il a lues pendant son adolescence. Après la mort de Franco, il vit quelques années à Barcelone, une ville sur laquelle il a ensuite écrit Homage to Barcelona (1990).
De retour en Irlande en 1978, il commence une maîtrise universitaire, inachevée, et travaille comme journaliste. Il voyage en Amérique du Sud, tout particulièrement en Argentine, et vit une partie de l'année dans un village de Catalogne. Il parle couramment le catalan.
Il est l'auteur de nombreux ouvrages de fiction et d'essais, et contribue à des journaux et des revues.
Désormais notre exil (The South, 1990), son premier roman, dont l'action se déroule en Espagne et dans l'Irlande rurale des années 1950, raconte l'histoire d'une Irlandaise qui quitte son mari et commence une relation avec un peintre espagnol. L'auteur obtient le prix de l'Irish Times Irish Literature pour une première œuvre.
Son second roman, La Bruyère incendiée (The Heather Blazing, 1992) a pour personnage principal Eamon Redmond, juge de la Cour suprême irlandaise, hanté par son propre passé et l'histoire récente de l'Irlande.
Il reçoit le E. M. Forster Award (en) de l'American Academy of Arts and Letters en 1995. Il devient membre d'Aosdána, une organisation irlandaise de promotions des arts.
Histoire de la nuit (The Story of the Night, 1996), son troisième roman, se déroule en Argentine durant la guerre des Malouines.
Son quatrième roman, Le Bateau-phare de Blackwater (The Blackwater Lightship, 1999) raconte les difficiles rapports entre une grand-mère, sa fille et sa petite-fille. Ce dernier roman est adapté en 2004 à la télévision américaine pour le téléfilm The Blackwater Lightship (en), réalisé par John Erman, avec Dianne Wiest.
Le Maître (The Master, 2004) reconstitue la vie d'Henry James entre janvier 1895 et octobre 1899. Le roman est traduit en français chez Robert Laffont en 2005 et remporte le prix du Meilleur livre étranger.
L'Épaisseur des âmes (Mothers and Sons, 2006), recueil de nouvelles autour de la relation mère-fils, paraît en France en 2008 (Robert Laffont).
Tóibín est élu membre de la Royal Society of Literature en 2007.
Dans Brooklyn (2009), il évoque l'exil vers New York d'une jeune Irlandaise au chômage d'Enniscorthy, sa nostalgie et la mort de sa sœur qui l'oblige à revenir auprès de sa mère. Ce roman est adapté au cinéma sous le titre Brooklyn en 2015 par John Crowley sur un scénario de Nick Hornby, avec Saoirse Ronan.
Dans son essai intitulé New Ways to Kill Your Mother: Writers and Their Families (2012), il se penche sur les conflits et tentatives de censure de plusieurs familles à l'endroit d'un de leur membre devenu un écrivain de renom, notamment James Baldwin, J. M. Synge et W. B. Yeats.
En 2017, Colm Tóibín signe le scénario de Retour à Montauk (Rückkehr nach Montauk), un film réalisé par Volker Schlöndorff sélectionné en compétition officielle de la Berlinale 2017.
Le Magicien (The Magician, 2021) décrit l'œuvre et la personne de Thomas Mann,.
La fiction sentimentaleLong Island parue en 2024 remet en scène l'héroïne de son best-seller Brooklyn et recolte de bonnes critiques,.
Il vit aujourd'hui en Irlande et est ouvertement gay.

## Œuvre

### Romans
- The South (1990) Désormais notre exil[4], traduit par Anna Gibson, Paris, Flammarion, 1993  (ISBN 2-08-066696-7) ; réédition, Paris, 10/18, coll. « Domaine étranger » no 3404, 2002  (ISBN 2-264-03230-8)
- The Heather Blazing (1992) La Bruyère incendiée[5], traduit par Anna Gibson, Paris, Flammarion, 1996  (ISBN 2-08-066980-X) ; réédition, Paris, 10/18, coll. « Domaine étranger » no 3806, 2005  (ISBN 2-264-03231-6)
- The Story of the Night (1996) Histoire de la nuit, traduit par Anna Gibson, Paris, Flammarion, 1997  (ISBN 2-08-067420-X) ; réédition, Paris, 10/18, coll. « Domaine étranger » no 3264, 2001  (ISBN 2-264-03072-0)
- The Blackwater Lightship (1999) Le Bateau phare de Blackwater, traduit par Anna Gibson, Paris, Denoël, coll. « Et d'ailleurs », 2001  (ISBN 2-207-25038-5) ; réédition, Paris, 10/18, coll. « Domaine étranger » no 3520, 2003  (ISBN 2-264-03412-2)
- The Master (2004) Le Maître[6], traduit par Anna Gibson, Paris, Robert Laffont, coll. « Pavillons », 2005  (ISBN 2-221-10209-6) ; réédition, Paris, 10/18, coll. « Domaine étranger » no 4107, 2008  (ISBN 978-2-264-04316-0)
- Brooklyn (2009) Brooklyn, traduit par Anna Gibson, Paris, Robert Laffont, coll. « Pavillons », 2010  (ISBN 978-2-221-11349-3) ; réédition, Paris, 10/18, coll. « Domaine étranger » no 4590, 2012  (ISBN 978-2-264-05648-1)
- The Testament of Mary (2012) Le Testament de Marie[12], traduit par Anna Gibson, Paris, Robert Laffont, coll. « Pavillons », 2015  (ISBN 978-2-221-13490-0) ; réédition, Paris, 10/18, coll. « Domaine étranger » no 5150, 2016  (ISBN 978-2-264-06859-0)
- Nora Webster (2014) Nora Webster[13], traduit par Anna Gibson, Paris, Robert Laffont, coll. « Pavillons », 2016  (ISBN 978-2-221-15792-3) ; réédition, Paris, 10/18 no 5232, 2017  (ISBN 978-2-264-06629-9)
- House of Names (2017) Maison des rumeurs, traduit par Anna Gibson, Paris, Robert Laffont, coll. « Pavillons », 2019  (ISBN 978-2-221-20361-3)
- The Magician (2021) Le Magicien, traduit par Anna Gibson, Paris, Grasset, 2022  (ISBN 978-2-246-82825-9)
- Long Island (2024) Long Island[10], traduit par Anna Gibson, Paris, Grasset, 2024  (ISBN 978-2-246-83620-9)

### Recueils de nouvelles
- Mothers and Sons (2006) L'Épaisseur des âmes, traduit par Anna Gibson, Paris, Robert Laffont, coll. « Pavillons », 2008  (ISBN 978-2-221-10878-9) ; réédition, Paris, 10/18 no 4396, 2010  (ISBN 978-2-264-04912-4)
- The Empty Family (2010) La Couleur des ombres, traduit par Anna Gibson, Paris, Robert Laffont, coll. « Pavillons », 2014  (ISBN 978-2-221-12711-7) ; réédition, Paris, 10/18 no 5004, 2015  (ISBN 978-2-264-06628-2)

### Nouvelle
- Summer of '38 (2013)

### Autres publications
- Seeing is Believing : Moving Statues in Ireland (1985)
- Martyrs and Metaphors (1987)
- Walking Along the Border (1987), réédition sous le titre Bad Blood : A Walk Along the Irish Border en 1994 Bad blood : pérégrination le long de la frontière irlandaise, traduit par Anna Gibson, Paris, Flammarion, 1996  (ISBN 2-08-067284-3)
- Dubliners (1990), avec les photographies de Tony O'Shea
- Homage to Barcelona (1990)
- The Trial of the Generals : Selected Journalism 1980-1990 (1990)
- The Sign of the Cross : Travels in Catholic Europe (1994)
- The Guinness Book of Ireland (1995), éditeur en coédition avec Bernard Loughlin
- The Kilfenora Teaboy : A Study of Paul Durcan (1996), éditeur
- Finbar's Hotel (1997), contribution
- Soho Square VI : New Writing From Ireland (1997), éditeur
- The Irish Famine (1999), en collaboration avec Diarmaid Ferriter
- The Modern Library : The 200 Best Novels in English Since 1950 (1999), éditeur en coédition avec Carmen Callil
- The Penguin Book of Irish Fiction (1999), éditeur
- The Irish Times Book of Favourite Irish Poems (2000), éditeur
- Lady Gregory's Toothbrush (2002)
- Love in a Dark Time: Gay Lives from Wilde to Almodovar (2002)
- New Writing 11 (2002), éditeur en coédition avec Andrew O'Hagan
- New Ways to Kill Your Mother: Writers and Their Families (2012)

## Filmographie

### Comme scénariste
- 2017 : Retour à Montauk (Rückkehr nach Montauk), film allemand réalisé par Volker Schlöndorff, scénario original de Tóibín

### Adaptations de ses œuvres par des tiers
- 2004 : The Blackwater Lightship (en), téléfilm américain réalisé par John Erman, adaptation du roman éponyme
- 2015 : Brooklyn, film britannico-irlando-canadien réalisé par John Crowley, adaptation du roman éponyme sur un scénario de Nick Hornby

## Prix et distinctions

### Prix
- 1990 : Whitbread First Novel Award (courte liste), The South
- 1991 : Irish Times Irish Literature Prize for First Book, The South
- 1992 : Encore Award, The Heather Blazing
- 1994 : Waterstone's/Volvo/Esquire Non-Fiction Book Award (dernière sélection) The Sign of the Cross: Travels in Catholic Europe
- 1998 : Ferro-Grumley Award for Lesbian and Gay Fiction, The Story of the Night
- 1999 : prix Booker, courte liste, The Blackwater Lightship
- 2001 : International IMPAC Dublin Literary Award (courte liste), The Blackwater Lightship
- 2004 : prix Booker, courte liste, The Master
- 2004 : prix Lambda Literary du meilleur roman gay, The Master
- 2005 : British Book Awards Literary Fiction Award (shortlist), The Master
- 2005 : Los Angeles Times Book Prize (Fiction), The Master
- 2005 : Stonewall Book Award, The Master
- 2005 : WH Smith Literary Award (shortlist), The Master
- 2005 : le prix du Meilleur livre étranger pour Le Maître[3]
- 2006 : International IMPAC Dublin Literary Award, The Master[14]
- 2009 : prix Costa, Brooklyn[15],[16],[17]

### Distinctions
- 1995 : E. M. Forster Award (en) (American Academy of Arts and Letters)[18]
- 2007 : Élu membre de la Royal Society of Literature